# تپه‌حصار سفید ۲
تپه حصار سفید ۲ مربوط به دوره اشکانیان - دوران فرادیرینه‌سنگی - دوره نوسنگی است و در شهرستان کرمانشاه، بخش مرکزی، دهستان دورود فرامان، ۱۵۰ متری جنوب روستای حصار سفید واقع شده و این اثر در تاریخ ۱۸ اسفند ۱۳۸۷ با شمارهٔ ثبت ۲۴۸۳۰ به‌عنوان یکی از آثار ملی ایران به ثبت رسیده است.